# Сабо, Дежо

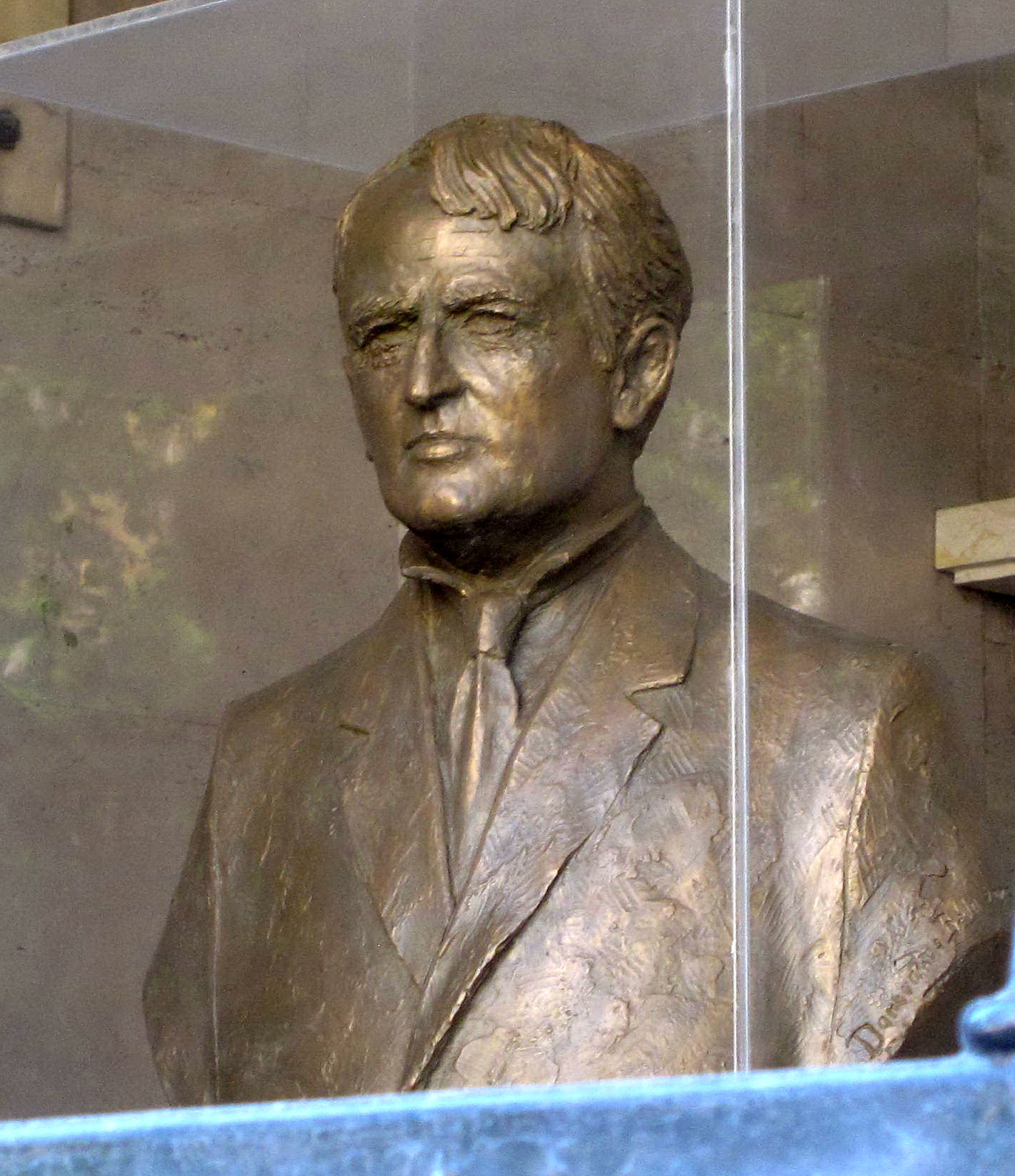
Памятник Дежо Сабо в Будапеште

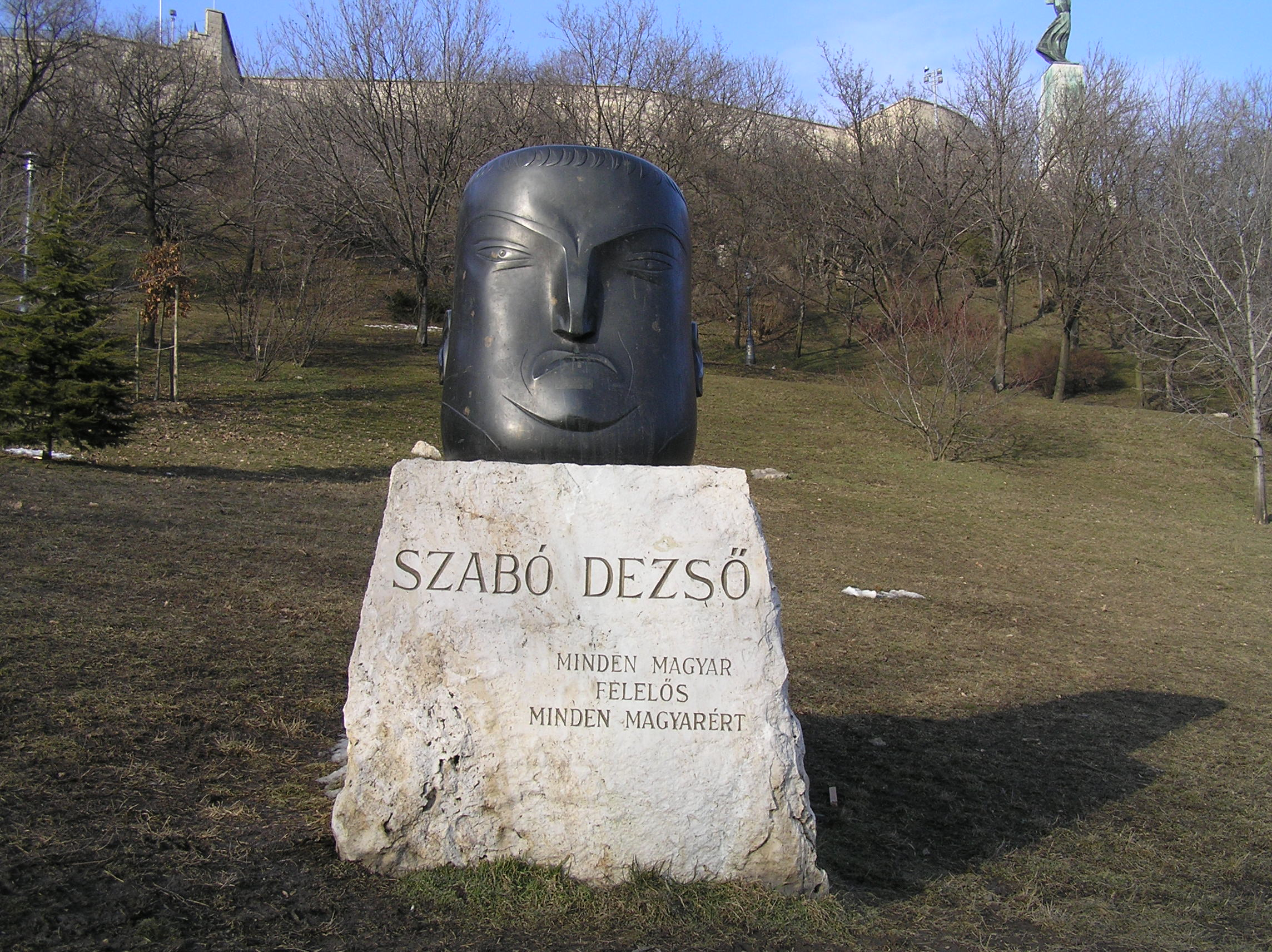
Памятник Дежо Сабо работы Тибора Серватиуса в Будапеште

Дежо (Дежё) Сабо (венг. Dezső Szabó; 10 июня 1879 года, Клаузенбург, Австро-Венгрия — 5 января 1945 года, Будапешт) — венгерский лингвист и писатель, известный националистическими и антисемитскими взглядами. Сабо был одним из первых «пионеров Мадьярской народнической литературы». В 1935 году был одним из номинантов на Нобелевскую премию по литературе.

## Биография
Сабо переехал в Будапешт в 1918 году. Он начал публиковать короткие очерки в литературном ревю Nyugat. Первоначально поддержал Венгерскую революцию 1918 года. Артур Кёстлер, в то время учившийся в старшей школе, вспоминал Сабо как одного из новых учителей, назначенных в его школу революционным режимом: «застенчивый, разговаривающий тихо, несколько рассеянный человек, он рассказывал нам о чём-то более далеком, чем Луна: повседневной жизни наемных сельскохозяйственных рабочих в сельской местности».
Поддержка революции была, однако, краткой, и вскоре Сабо превратился в откровенного и неистового противника недолговечной Венгерской советской республики, провозглашенной Белой Куном.
Сабо быстро приобрёл известность и заметное влияние и зарекомендовал себя как плодотворный писатель. Впервые внимание широкой публики он заслужил своим трёхтомным романом 1919 года «Az elsodort falu» («Разрушенная деревня»), экспрессионистским произведением, пропагандирующим идею, что истоки венгерского возрождения следует искать в крестьянстве, а не в среднем классе, который Сабо считал «испорченным менталитетом ассимилированных немцев и евреев» Эта книга пользовалась значительным влиянием в период «белого террора» после подавления коммунистической революции. Хотя позже он опубликовал ещё множество книг, вершиной его литературных достижений считалась первая.
Сабо называется первым «интеллектуальным антисемитом среди венгерских писателей». Он был постоянным автором журнала Virradat, одного из самых радикальных антисемитских периодических изданий межвоенного периода, в котором опубликовал за три года не менее 44 статей. Эти статьи рисовали весьма апокалиптическую картину и были выдержаны в алармистских тонах, выговаривая венгерскому народа за его «немощность».
Идет постоянная дискуссия о том, призывал ли Сабо к физическому уничтожение венгерских евреев. По словам Иегуды Мартона, израильско-венгерского ученого, автора статьи о Сабо в «Еврейской энциклопедии», писатель прямо призвал к уничтожению на встрече с общественностью в 1921 году. С другой стороны, апологеты писателя обращают внимание, что в «Разрушенной деревне» Миклош (ключевая фигура этого произведения) говорит старому еврею: «Если бы ты только знал, что вся моя злость проистекает из того, что я понимаю, как мы зависим друг от друга, из моей к тебе любви». Подобное высказывание несовместимо с утверждением, что автор хочет убить всех евреев. Несомненно, что Сабо в своих сочинениях жёстко нападал на евреев. Это подорвать их положение в венгерском обществе и, можно сказать, способствовало уничтожение евреев в 1944 года — независимо от того, требовал ли этого сам Сабо.
Одновременно Сабо разделял антигерманские настроения, и в 1923 году начал кампанию по искоренению германского влияния в Венгрии. После 1932 года он был также откровенно против Скрещённых стрел, партии венгерских фашистов, не отказываясь от своих антисемитских взглядов.
Такое сочетание представлений было связано с его собственными специфическими расизмом, который Сабо назвал «апофеозом венгерской расы».
Его влияние, значительное в 1920-е годы, пошел на убыль в следующем десятилетии. В 1935 году он был номинирован на Нобелевскую премию по литературе, однако комитет в этот год не вручил её никому.
Сабо умер в январе 1945 года, во время осады Будапешта Советской Армией.

## Сочинения
- Az Elsodort Falu (1918)
- Csodálatos élet (1920)
- Jaj! (1925)
- Feltámadás Makucskán´ (1925)
- Karácsony Kolozsvárt (1931)